# 卡霍夫卡水壩潰決事件
2023年6月6日凌晨2時50分，烏克蘭赫爾松州的卡霍夫卡水电站水壩潰決，造成大量洪水氾濫，淹沒多個地區。卡霍夫卡水壩位於第聶伯河上。由於2022年俄羅斯入侵烏克蘭，水壩崩塌時正由俄羅斯控制。烏克蘭及俄羅斯互相指摘事件是對方破壞所為，俄羅斯指控烏克蘭炮擊水壩，而烏克蘭及其盟友則指控俄羅斯炸毀水壩，試圖阻止烏克蘭軍隊反攻。水壩崩塌之前幾個月，卡霍夫卡水庫的水位一直上升。直至水壩崩塌之時，水位更達到歷史最高水平。由於洪水淹沒烏克蘭和俄羅斯控制區的多個城鎮和村莊，數千名居民需要疏散。卡霍夫卡水庫失水亦威脅到克里米亞和扎波罗热核电站的供水。

## 背景

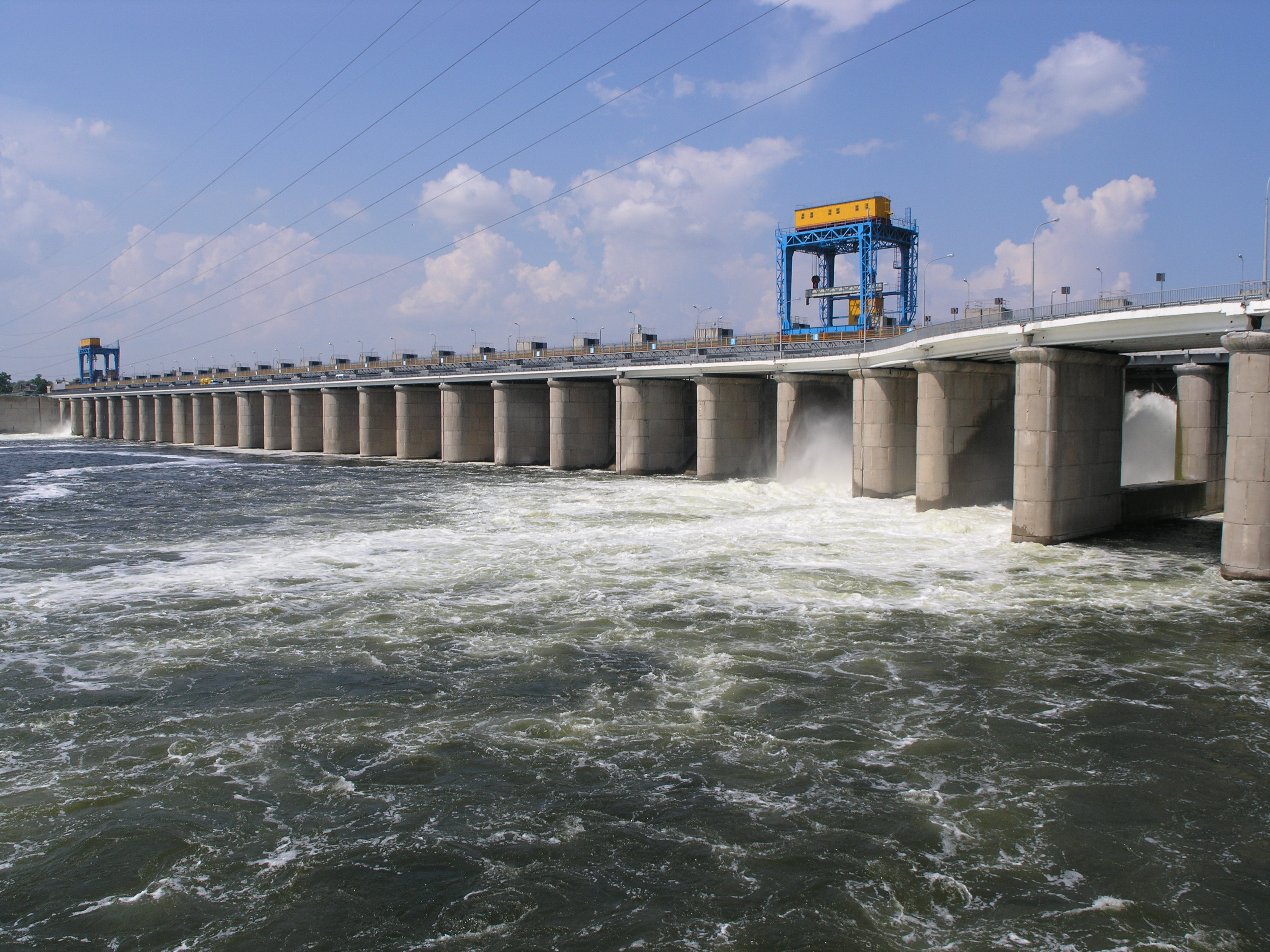
2006年时的卡霍夫卡水壩

卡霍夫卡水壩建於1956年，位於第聶伯河上，高30米、長3.2公里，是卡霍夫卡水力發電站一部分，其蓄水量與美國犹他州的大盐湖相當。這次潰決是歷史上第聶伯河第三次水壩潰決事件，前兩次發生於第二次世界大戰期間的烏克蘭。第一次發生於1941年8月，由撤退的蘇聯內務人民委員部部隊造成，當時造成近十萬名烏克蘭平民喪生。第二次發生於1943年，由撤退的納粹德國佔領軍造成。
卡霍夫卡水壩的水庫同時供水給被俄佔領的克里米亞半島及扎波羅熱核電站。2022年2月份俄羅斯入侵烏克蘭初期，俄羅斯軍隊佔領了這座水壩。2022年末，隨著赫爾松反攻迫近第聶伯河，烏克蘭指控俄羅斯計劃使用爆炸物破壞水壩以作報復。在反攻期間，烏克蘭軍隊使用海馬斯火箭發射器對卡霍夫卡水壩一個泄洪閘門成功進行試射測試，表明烏軍可以淹沒河流下游，防止俄軍越河。
俄羅斯軍隊在2022年11月從赫爾松撤退時，摧毀了橋面，並損壞了一些泄洪閘門。然後，俄軍故意打開了額外的泄洪閘門，讓水從水庫中湧出。當時，烏克蘭扎波羅熱州軍民管理局在一份聲明中表示，水庫排水的目的之一可能是淹沒水壩南部地區，從而阻止烏克蘭軍隊越過第聶伯河。官員表示烏克蘭水電公司（Укргідроенерго）相信俄羅斯方面「因為害怕烏克蘭士兵進攻而打開了水電站的閘門」。
在隨後的幾個月中，俄羅斯對烏克蘭基礎設施進行了多次打擊，多座水壩受到攻擊，導致大量居民無法獲得水源。其中包括卡拉楚尼夫卡水壩襲擊，以及俄羅斯軍軍摧毀奧斯基爾河水壩的事件。2022年10月，摩爾多瓦外交部長尼庫·波佩斯庫聲稱，烏克蘭攔截了俄羅斯攻擊德涅斯特河水壩的導彈。
土木工程专家Craig Goff表示，崩塌的那部分水坝是世界各地非常常见的混凝土重力坝，高35米，长85米。
《日內瓦公約》〈第一議定書〉第五十六條明文禁止故意破壞「含有危險力量（如堤坝和核发电站）的設施」。

## 水壩潰決

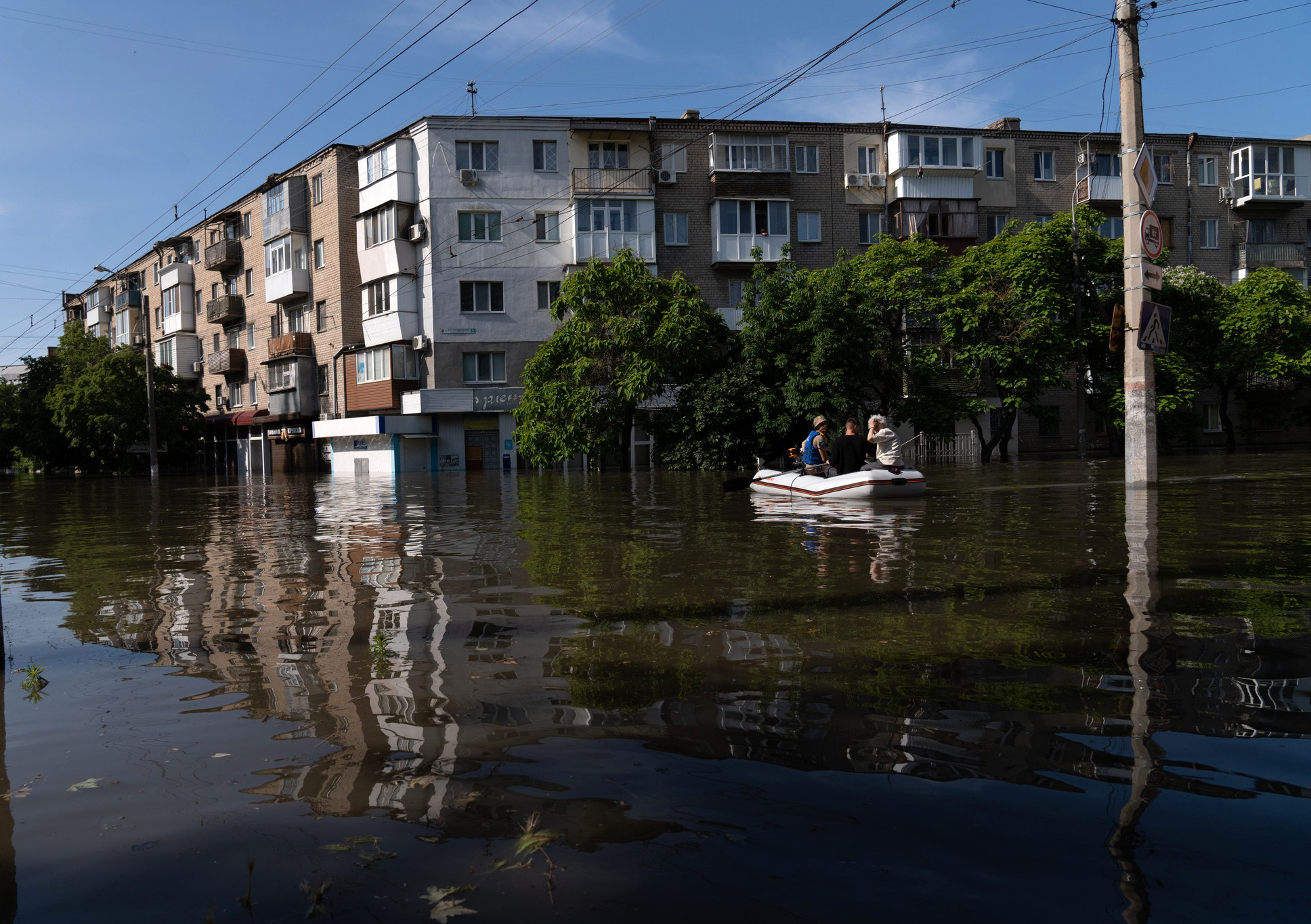
溃决的次日，赫尔松市淹没在洪水中。

烏克蘭總統弗拉基米爾·澤連斯基聲稱，2023年6月6日凌晨2時50分，水壩的「內部結構發生爆炸」，導致水壩有部分被毁崩塌，洪水大量湧往下游地區。在水壩被摧毀時，正由俄羅斯控制，水位當時已上升至30年來的最高點。當天新卡霍夫卡负责人表示，水电站的涡轮机大厅已被淹没并受到损毁。

崩塌前后的卫星图像

《BBC新聞》獲取的衛星影像顯示，在2023年6月1日或之前，水壩的狀況已一直惡化，而在6月2日，水壩上的道路更遭到破壞。

## 潰決原因
水壩潰決的原因存有爭議。《路透社》早期的報導中说，俄烏雙方均未有提供直接且公開的證據，以支持他們作出的指控。
6月7日，美国国家安全委员会發言人约翰·柯比表示，爆炸摧毀烏克蘭南部大水壩，「可能造成許多人喪生」。柯比指出，這項破壞對烏克蘭的能源安全可能有毀滅性的影響。柯比又說，討論這對烏克蘭的反攻行動會有何影響仍言之過早。柯比表示，「我們看到俄羅斯應為水壩被炸負責的報道，我們正竭盡所能評估這些報道，我們正與烏克蘭合力收集更多資訊，但是我們無法確定地說發生了什麼事。」他表示，爆炸發生時，是俄軍非法佔領和控制這座水壩，但是美國官員尚無法確定這是不是一起蓄意行為。被問及炸毀水壩是否構成戰爭罪行時，柯比回答，國際法禁止摧毀民用基礎設施。
俄罗斯独立媒体Volya Media引述俄军内部消息称，俄军第31工兵团原本计划在2023年6月10日或11日炸毁水坝，但因发生失误水坝被提前炸毁，第聶伯河下游的俄军部队来不及撤离占领区而遭洪水淹没。6月9日，乌克兰国家安全局公布截获的俄军电话的录音，其录音内容是两名士兵讨论水坝潰決一事，其中一人称是俄军的破壞小組所为，目的是要让乌克兰人惊慌失措，但破坏小组没有按照原本计划行事。

### 指控俄羅斯為主謀
烏克蘭當局指控俄軍摧毀水壩。烏克蘭國營水電公司表示，水壩引擎室在內部發生爆炸後被「完全摧毀」，無法修復。烏克蘭官員表示，俄羅斯以「驚慌失措」的方式摧毀水壩，以延緩烏克蘭的反攻行動。烏克蘭外交部長德米特羅·庫列巴批評國際媒體將烏克蘭和俄羅斯的指控相提並論，認為這是將「事實和宣傳置於同等地位」。
歐盟外交政策高級專員博雷利表示，「一切都表明」俄羅斯才是造成新卡霍夫卡大壩決堤的幕後黑手，大壩不是被轟炸摧毀，而是被安裝在渦輪機所在區域內的炸藥所摧毀。而該地區正由俄羅斯控制。
6月16日，《纽约时报》引述工程師和爆破專家報導，調查發現的證據顯示，6月6日卡霍夫卡水壩混凝土地基通道內有炸藥引爆。《紐約時報》指出：「證據清楚顯示，水壩是由控制水壩的那方，也就是俄羅斯引爆而摧毀。」《紐約時報》引述工程師說法報導，只有把水壩抽完水後徹底檢視水壩，才能確定毀損原因。報導說，「假如水壩設計不良，或水泥不符標準，流經水門的水侵蝕可能造成破壞，但工程師說那不太可能。」另一方面，協助烏克蘭檢方調查的國際法律專家小組在初步報告中表示，卡霍夫卡水壩遭破壞，「非常可能」是俄羅斯人埋下的炸彈引起。

### 指控烏克蘭為主謀
俄佔新卡霍夫卡市長最初表示水壩未有受損，但後來指控烏克蘭為破壞者。俄羅斯總統弗拉基米爾·普京發言人德米特里·佩斯科夫否認有關俄羅斯參與破壞水壩的指控，並聲稱這是烏克蘭方面的破壞行為。俄羅斯官媒《塔斯社》將破壞歸因於烏軍的赤楊多管火箭炮。朝鲜朝中社也曾发表国际问题研究院的分析文章，认为此事为乌克兰所为。

## 影響

### 洪水及疏散

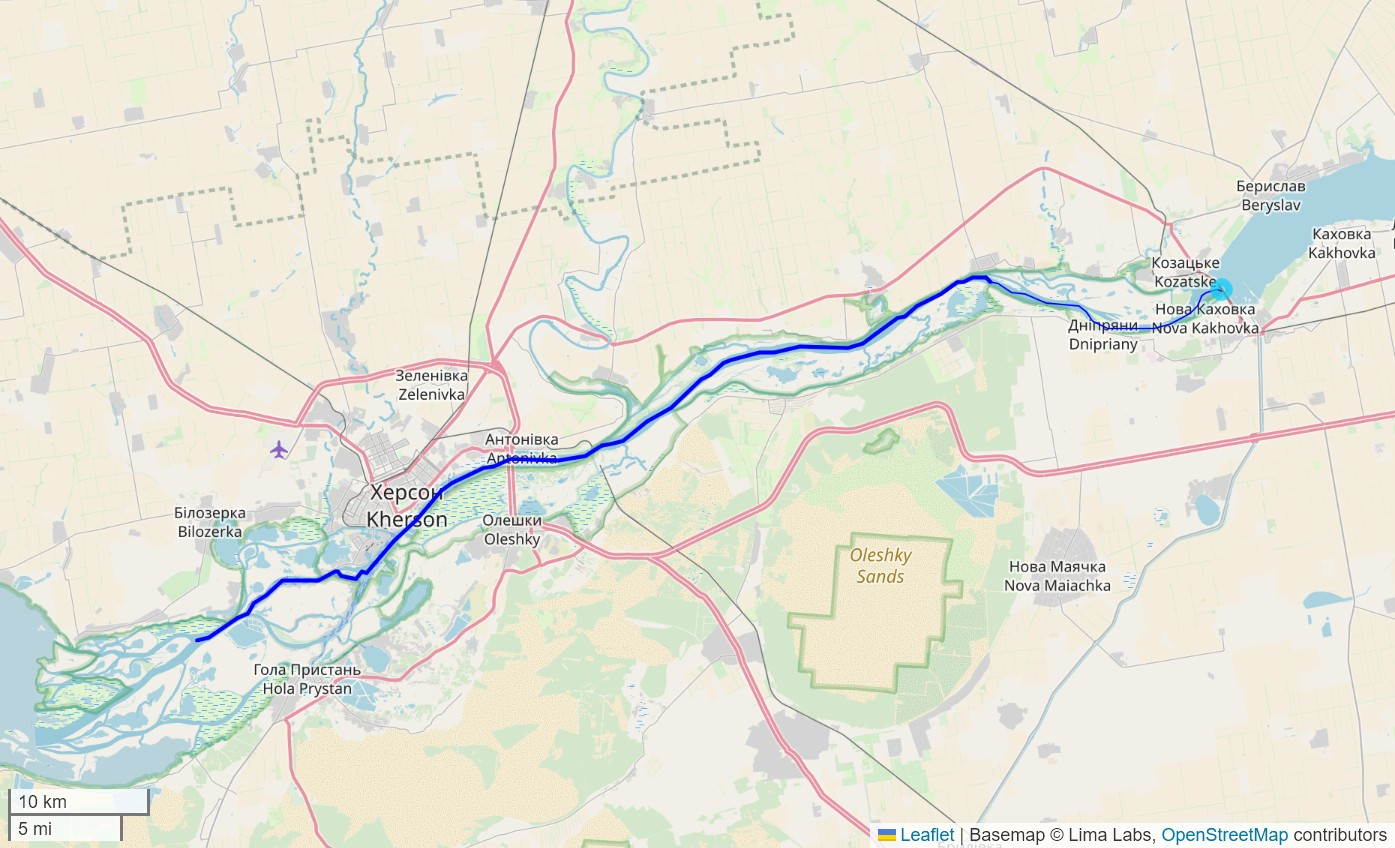
新卡霍夫卡水壩下游的第聶伯河主要水流路徑。

烏克蘭國家警察下令居民撤離烏克蘭控制的第聶伯河西岸地區，包括米科萊夫卡、奧利希夫卡、利沃韋、佳亨卡、波尼亞蒂夫卡、伊萬尼夫卡、托卡里夫卡、普列德尼普羅夫斯克，以及赫爾松市的薩多夫和科拉貝爾島地區。2023年6月6日早上，赫爾松州州長亞歷山大·普羅庫丁向烏克蘭電視台表示，有八個村莊被淹沒，而當局使用巴士和火車疏散了受影響地區的16,000名居民。赫尔松近1.2万名居民断电。截至6月7日，有29个村鎮被局部或完全淹沒，其中19個村鎮由烏克蘭控制，另外10個村鎮由俄羅斯控制，奧萊什基、霍拉普里斯坦和第聂伯里亚尼近乎被完全淹沒，尼古拉耶夫的水位上升70厘米。乌克兰总统泽连斯基赴灾区视察灾情。烏克蘭官員表示，烏克蘭控制區至少有5人死亡，13人失蹤。6月10日，乌克兰方面称，卡霍夫卡水库62%的容量已经流失，水库水位仍在继续下降。
俄羅斯控制的新卡霍夫卡位於水壩的東端，有22,000人居住在洪水危險區，據報有600棟房屋被淹沒。新卡霍夫卡城区的三个居民点完全被淹没。新卡霍夫卡當地有900人被疏散。俄羅斯當局宣布包括新卡霍夫卡在内的河流東岸地區進入緊急狀態。新卡霍夫卡有7人失蹤。6月8日，俄罗斯任命的新卡霍夫卡市长表示，卡霍夫卡水坝爆炸引发的洪水已导致五人丧生。6月9日，俄羅斯任命的赫尔松州州长弗拉基米尔·萨尔多表示，被洪水淹没的新卡霍夫卡水位下降到9.5米。超过5800人从赫尔松州洪涝灾区疏散。俄总统新闻秘书佩斯科夫表示，卡霍夫卡水电站遭破坏后，赫尔松州部分地区民众在乌克兰軍隊的炮击下疏散。一些洪灾幸存者死于炮击。俄羅斯方面的官員表示，水壩決堤導致俄控地區有8人死亡。6月10日，俄总理米舒斯京成立了處理卡霍夫卡水电站洪災的政府委员会。

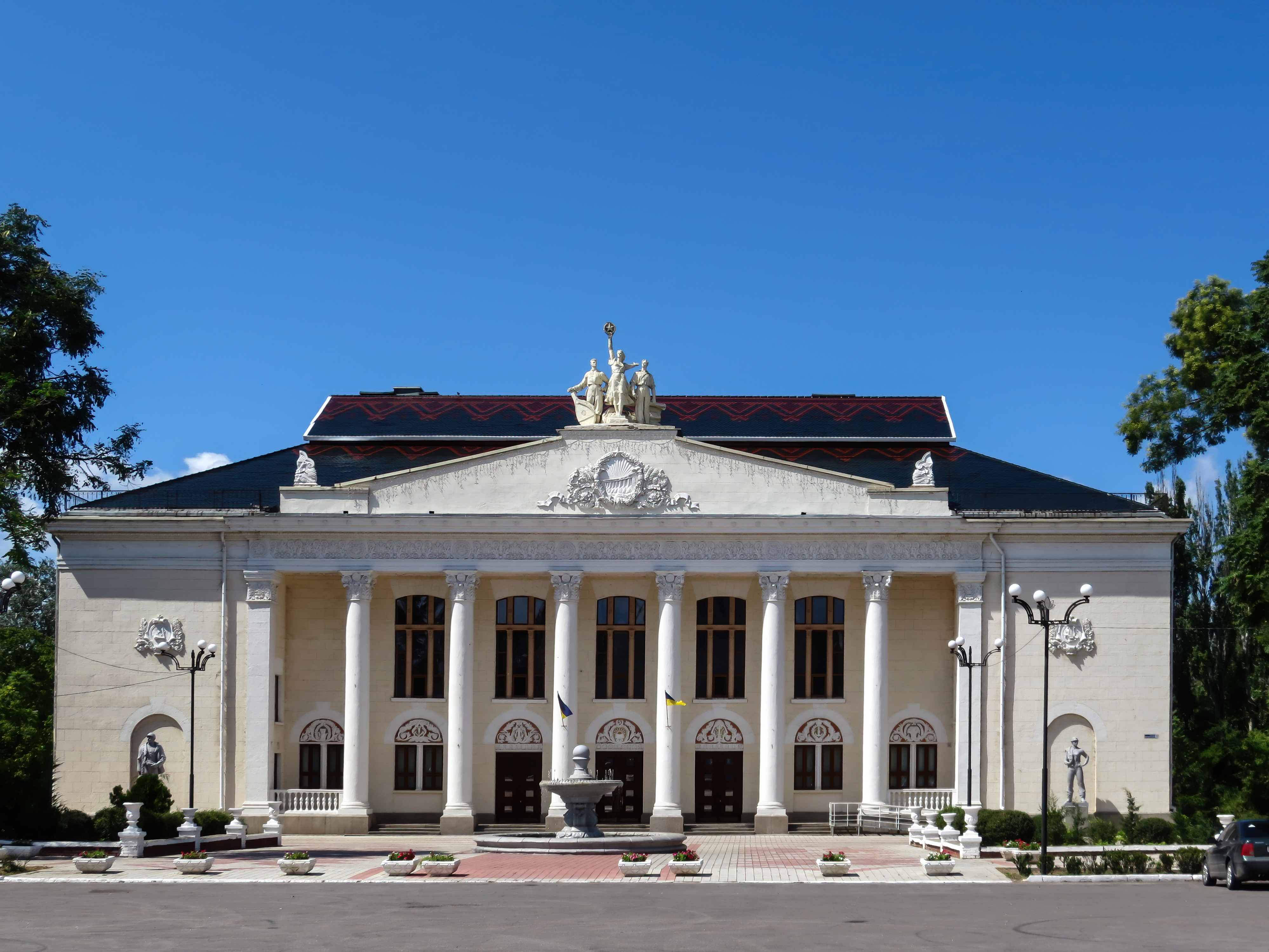
2020年时的新卡霍夫卡文化宫，这次泛滥的大洪水淹没了这座文化宫。

6月7日下午，美國麦克萨科技捕捉到的衛星影像顯示烏克蘭南部出現大面積洪水。馬薩爾科技指出，新卡霍夫卡和第聶伯夫斯卡灣之間超過2,500平方公里的區域，有多座城鎮和村莊遭大水吞噬。馬薩爾科技亦透過聲明表示，「卡科夫卡水壩和水力發電廠遭到嚴重破壞，幾乎沒有什麼結構殘存。」
聯合國人道事務協調廳引述烏克蘭當局稱，有近40個城鎮和村莊受波及，被洪水淹浸。數以千計的人一夜間失去了食水、食物和基本服務。聯合國人道事務協調廳亦稱，估計俄控地區也受嚴重影響。聯合國人道事務協調廳警告，這次事件引起的環境及人道後果可能更為深遠，並警告洪水或會把未爆的地雷和炸藥沖到原本評估為安全的地區，令更多人面臨危險。

### 動物與環境

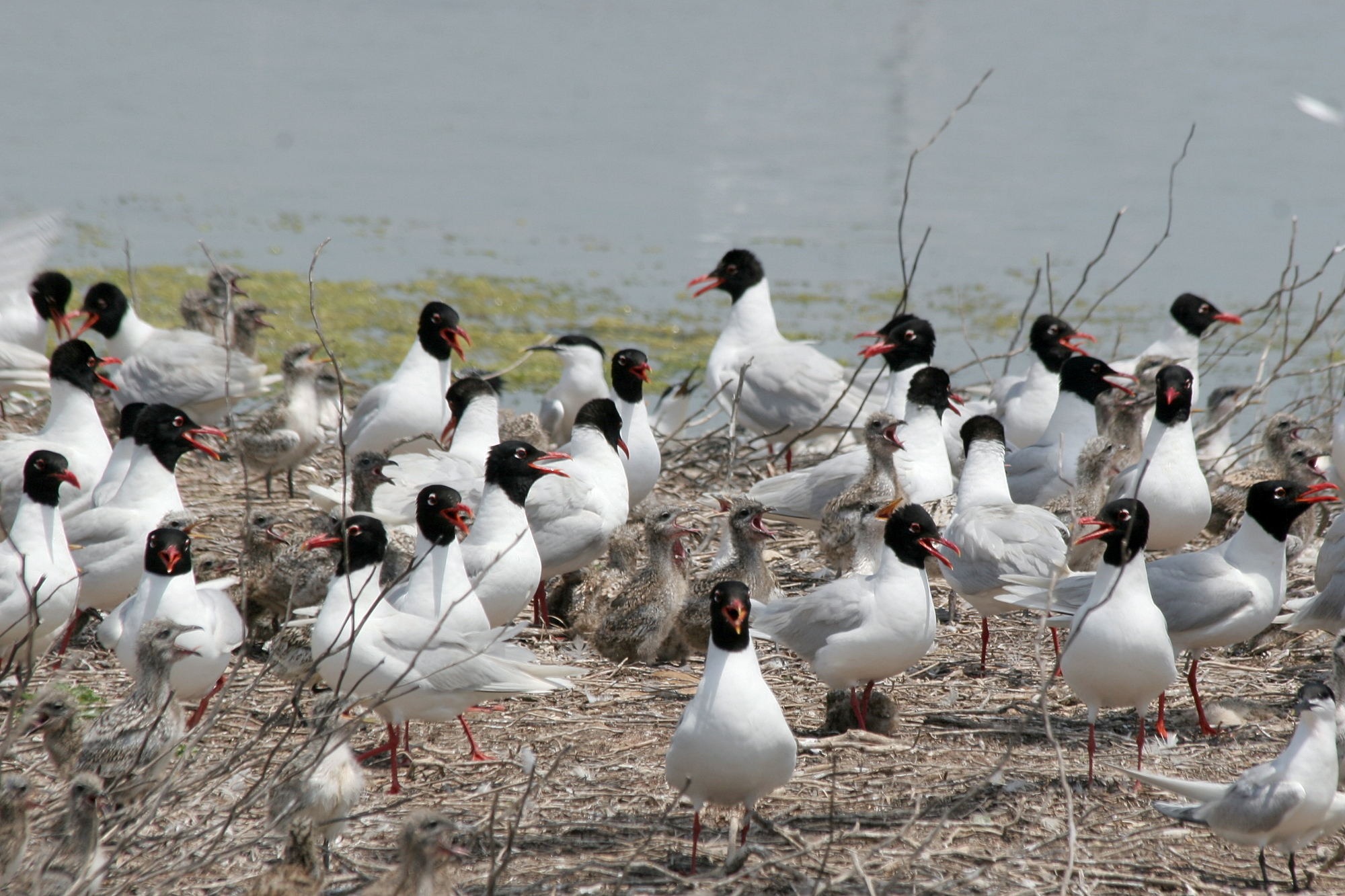
黑頭鷗在黑海生物圈保護區繁殖。全球約有一半的黑頭鷗種群在這裡的低島上築巢，它們很可能會因洪水而失去2023年的繁殖季節。

許多野生動物的棲息地被洪水淹沒，亦有動物園裏的動物被淹死，甚至有狗隻因為洪水失去棲身之所。
根據乌克兰总统网站的消息，至少150吨的机油泄漏至第聂伯河。

### 反攻
俄軍前線陣地有眾多為應對烏軍反攻而建造的防禦工事被洪水沖毀。俄軍被迫將人員和裝備撤出奧萊什基和霍拉普里斯坦，並後撤5至15公里。俄軍早前利用這些前沿陣地炮轟赫尔松及其他村鎮，但由於俄軍進行後撤，令一些烏方村鎮處於俄軍火炮射程範圍外。俄軍在沿岸埋下的地雷亦被洪水引爆。
洪水或阻礙烏克蘭計劃在該地區開展的反攻，以及越過第聶伯河東岸的行動。一些軍事專家指出，俄羅斯從這次事件受益。

### 供水

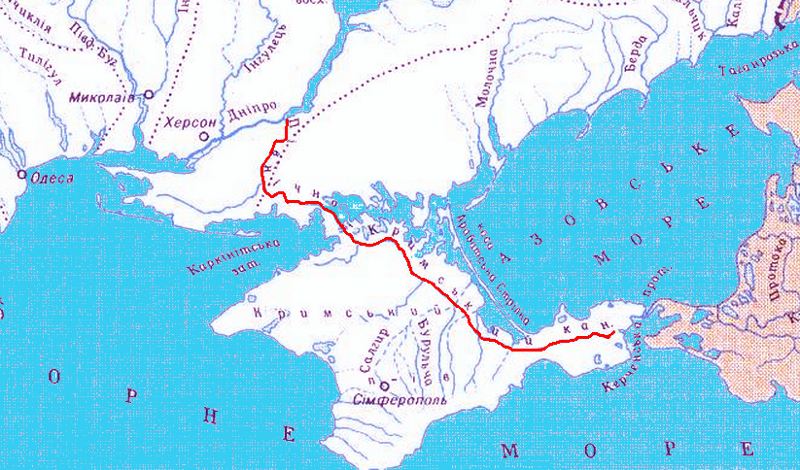
北克里米亚运河为克里米亚提供85%淡水。

卡霍夫卡水庫負責供水給位於下游的烏克蘭南部地區、克里米亞半島，也為扎波羅熱核電廠提供冷卻水。俄羅斯官媒報導，由於水壩受到破壞，俄佔新卡霍夫卡市長認為克里米亞的北克里米亚运河供水將會出現「問題」。北克里米亚运河的水位出现下降。扎波羅熱核電廠冷卻槽需要至少13.2米（43英尺）的水位來供應冷卻用水。國際原子能機構主席拉斐爾·格羅西表示，「我們目前的評估是核電廠沒有即時安全風險，不過卡霍夫卡水库水位持续下降，未来可能无法向扎波罗热核电站继续泵水。」6月8日，烏克蘭水力發電公司負責人西羅塔在烏克蘭電視台上表示，卡霍夫卡水壩潰堤後，水庫水位已「低於作為臨界點的12.7米」，這代表水壩形成的水庫已無法再供應「札波羅熱核電廠的冷卻池」，來冷卻核電廠的反應爐。

### 农业和粮食供应
卡霍夫卡水电站水坝的决堤将导致乌克兰南方的农田缺少灌溉所需的水源，造成号称“欧洲粮仓”的乌克兰在未来可能将发生大饥荒且对全球粮食供应产生重大影响。6月8日，烏克蘭農業部表示，卡霍夫卡水壩潰堤所形成的洪患可能會造成數百萬公噸的農作物損失。農業部透過聲明指出：「少了水資源，就不可能種出蔬菜。穀物和油籽作物將採用低產量的粗放耕種模式。」農業部又表示，水壩潰堤將淹沒烏克蘭南部數萬公頃的農地，同時可能使至少50萬公頃缺乏灌溉的土地變成「沙漠」。農業部還說，會需要對被淹沒土地的土壤狀態進行全面的農業生態評估，在大多數情況下，需要採用特殊的土壤復原技術。烏克蘭是全球主要的穀物和油籽作物生產國及出口國。農業部提到，蔬菜、瓜類、穀物和油籽作物為受洪患影響土地上的主要農產品。

### 战后重建的成本
烏克蘭水電公司的负责人表示，水电站将在俄军撤离赫尔松地区后立刻开始重建，他预估重建工作需花费5年时间，费用在8亿到10亿美元之间。

### 霍乱
占领赫尔松州和克里米亚半岛的俄军士兵饮用受污染的水源导致霍乱爆发。

## 各方反應

### 烏克蘭
烏克蘭總統弗拉基米爾·澤連斯基表示，「俄羅斯恐怖分子摧毀卡霍夫卡水壩，只是向全世界證明，必須將他們從烏克蘭土地每一寸角落驅逐出去。」烏克蘭總統辦公室主任安德烈·葉爾馬克將水壩受到破壞稱為「生態滅絕」。烏克蘭外交部表示，「我們呼籲國際社會堅決譴責俄羅斯對卡霍夫卡水電站的恐怖襲擊」，並呼籲召開聯合國安理會會議，以及與國際原子能機構舉行會議；外交部副部长安德烈·梅尔尼克表示，這是自切尔诺贝利核事故以來，歐洲最嚴重的環境浩劫。烏克蘭總檢察長表示，正在將破壞以戰爭罪進行調查。

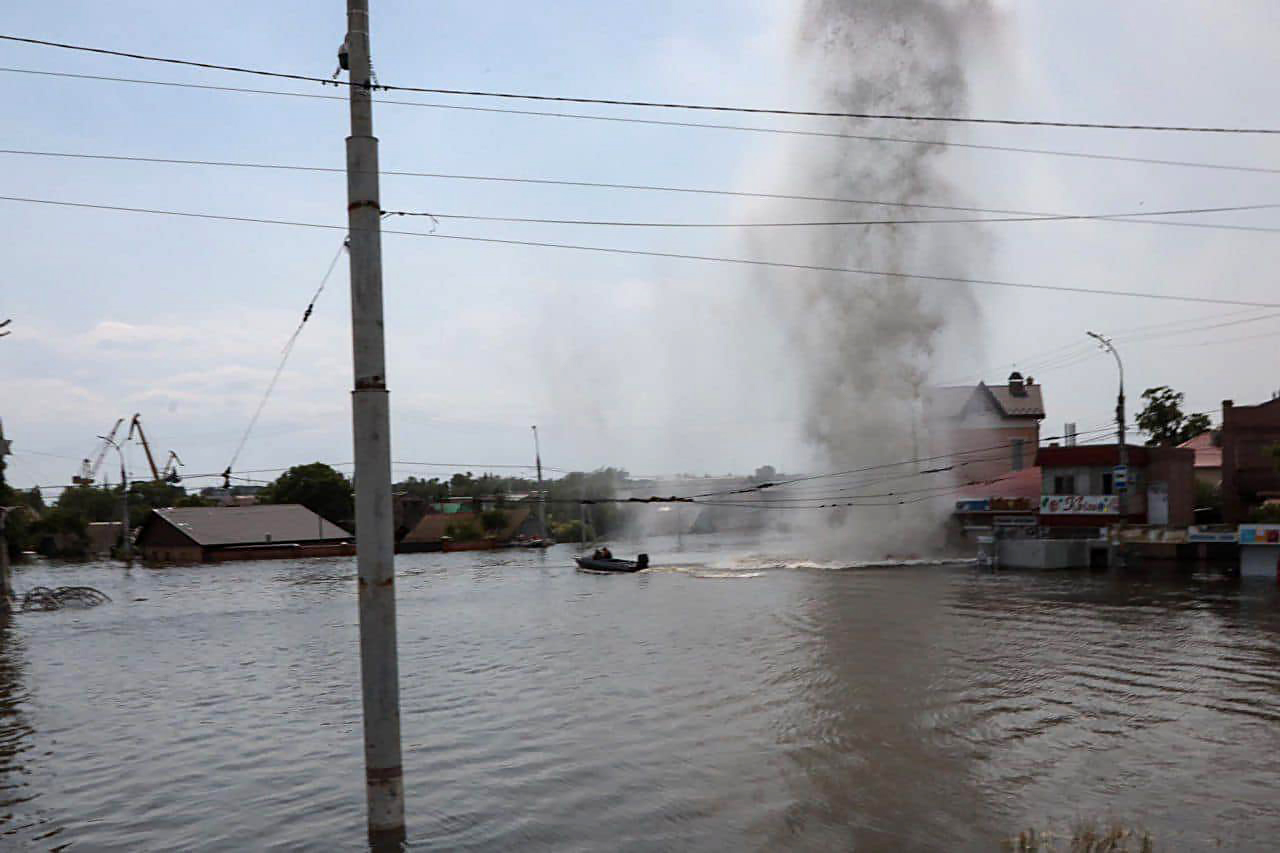
2023年6月8日，赫尔松Korabelna广场，乌克兰救灾人员在撤离受灾民众时遭到俄军的炮击。

6月7日，烏克蘭總統澤連斯基形容這場災難導致「人和動物都死了」，又稱人們受困在被洪水淹沒的房屋屋頂上，看着淹死的人漂過。他批評當烏軍部隊嘗試拯救俄控區受困居民時，反遭俄軍遠處射擊。他對聯合國及紅十字會未有提供任何協助「感到震驚」，呼籲國際組織展開救援。

### 國際社會
聯合國秘書長安東尼奧·古特雷斯表示，卡霍夫卡水壩崩塌是「俄羅斯入侵烏克蘭的又一毀滅性後果」，並強調「必須停止攻擊對平民和關鍵民用基礎設施」。北約秘書長延斯·斯托爾滕貝格表示，這次事件為「令人髮指」，並反映「俄羅斯在烏克蘭戰爭中的殘暴行為」。歐洲理事會主席查爾斯·米歇爾認為炸毀水壩是俄羅斯犯下的戰爭罪行。歐洲委員會表示，「就烏克蘭赫爾松地區的卡霍夫卡水壩遭到破壞，我們予以最強烈的譴責。」
羅馬尼亞總統克劳斯·约翰尼斯就水壩受到破壞予以譴責，並將其稱為「俄羅斯對無辜平民的另一宗戰爭罪行」。他呼籲俄羅斯承擔責任，並對受害者表示同情。英國外交大臣祁湛明在事件發生時身處烏克蘭，他表示「這個問題之所以存在，唯一原因就是俄羅斯無端對烏克蘭全面入侵」。捷克外交部表示，俄羅斯的行動「故意危及數以萬計平民的生命」，必須予以譴責和懲罰。德國總理奧拉夫·蕭茲表示，「從各方面來看，這是俄方的侵略行為，旨在停止烏克蘭的進攻，保衛自己的國家。」
朝鲜认为本事件是乌克兰和西方自导自演、造谣生事，认为乌克兰政府有动机瘫痪大坝、破坏俄控克里米亚的供水。
联合国安全理事会於事件同日緊急審議烏克蘭問題。會上烏克蘭代表在控訴俄軍利用洪水戰術摧毀烏克蘭土地，指責俄羅斯在謊言的泥沼中掙扎，而俄方代表則反控事件是基輔蓄意策畫，應「列為戰爭罪或恐怖主義行為」。联合国负责人道主义事务的副秘书长表示，水壩潰決事件是乌克兰危机爆发以来最严重的民用设施破坏事件。中國常駐聯合國代表張軍在會上表示，中方對卡霍夫卡水壩被破壞表示嚴重關切，中方呼籲所有衝突當事方遵守國際人道法，全力保護平民和民用設施安全。但是，中方言论引起乌克兰最高拉达的强烈批评，理由是其暗示性地发表「有人将从这场人为灾难中受益」的阴谋论。乌克兰外交委员会主席亚历山大·梅列日科对中国代表的言论作出回应，并冷嘲热讽地表示「中国本身正从乌克兰战争中获利，因为由于西方制裁，中国以折扣价购买俄罗斯石油和天然气」。
土耳其總統雷傑普·塔伊普·埃爾多安分別與俄羅斯及烏克蘭總統通話，提議成立國際委員會調查烏克蘭南部卡科夫卡水壩遭破壞事件，委員會成員可包括交戰方、聯合國和土耳其在內的國際社會推派的專家。俄烏兩國總統亦分別向埃爾多安指責事件是對方所為。